# Шпет Густав Густавович
Шпет Густав Густавович (* 7 квітня 1879 — † 16 листопада 1937) — український та російський філософ. За походженням німець. 

## Життєпис
Народився в Києві. Закінчивши Другу київську гімназію (1898), навчався на фізико-математичному факультеті Київського університету.
За те, що Шпет поширював соціал-демократичну літературу, його виключено з університету. У 1901 навчався далі на історико-філософському факультеті. Закінчивши студії в 1907, переїхав до Москви. Викладав у Народнім університеті Шанявського, на Високих жіночих курсах.
У 1912—1913 працював у Німеччині, Англії, Франції.
У 1916 захистив дисертацію «Історія як проблема логіки». З 1918 — професор Московського університету.
У 1923—1929 — віце-президент Російської академії художніх наук. Був організатором Інституту психології, Інституту наукової філософії, Кабінету етичної психології. Займався літературною, філософською, перекладацькою діяльністю, вільно володів 17 мовами.
Шпет залишив значний науковий доробок. Зокрема, «Нарис з розвитку російської філософії» (1922), «Вступ до етнічної психології» (1927); «Естетичні фрагменти» (1923) та ін. Шпета звинуватили в тому, що він створив «цитадель ідеалізму» в академії, тому з 1927 він не міг брати участі в науковій і громадській діяльності.
У 1935 заарештовано, звинувачено у зв'язках із нацистами. Коли завершили слідство, його засудили до 5 років заслання й відіслали в Єнісейськ, згодом на його прохання Шпета переведено до Томська.
Заарештовано 27 жовтня 1937, засуджено 9 листопада 1937 за обвинуваченням в участі у вигаданій від НКВД організації "Союз порятунку Росії".
Розстріляно через 19 днів - 16 листопада 1937
Реабілітовано 7 квітня 1956

## Філософська концепція
Свою теорію Шпет будував на ґрунті ідей феноменології Едмунда Гуссерля, вважаючи за позитивну його цікавість до проблем логіки й філософії математики та спробу створити нову філософію як систему наукових знань. Проголошував принципи реалізму. Шпет першим із феноменологів звернувся до проблеми історії. Протягом історії емпіричні думки набирають рис абстракції, складаючи зміст філософських знань, тому аналіз свідомості потребує історичного досліду «смислової» діяльності людини в мистецтві, науці, релігії тощо. Цікаві Шпетові інтерпретації, де репрезентовано вчення Вільгельма Гумбольдта про мову і де Шпет намагався звільнити його концепцію від психологізмів. Як естет, Шпет випередив свою епоху і сформулював основні критерії демаркації предметів лінгвістики, поетики, мистецтвознавства. Шпет показав згубність для розвитку філософії будь-якої регламентації з боку державних структур.